# Alessandro Santini
Alessandro Santini (* 1922 in Rom; † 1993) war ein italienischer Filmregisseur und Filmproduzent.
Santini, über den sehr wenig bekannt ist, begann 1953 mit seiner Tätigkeit im Filmgeschäft; bis 1960 war er für fünf Filme als Produktionsleiter und Produzent tätig. Nach einem sechsten Film, dem Italowestern Für eine Handvoll Blei (1966), wechselte er 1970 auf den Regiestuhl und fertigte bis 1979 eine Handvoll Filme, die nur eingeschränkte Distribution erhielten und, von den Kritikern geschmäht, wenig Beachtung fanden.

## Filmografie
- 1970: Questa libertà di avere … le ali bagnate
- 1972: Al di là dell’odio…
- 1974: La pelle sotto gli artigli
- 1979: Una force per 3 vigliacchi